# Benelli M4 Super 90
Le Benelli M4 Super 90 est un fusil de combat rapproché semi-automatique italien fabriqué par la société Benelli Armi SpA.

## Description
Ce fusil à canon lisse est opéré par gaz, mais peut également être rechargé manuellement pour le tir de cartouches de faible puissance ou en cas d'incident de fonctionnement. La crosse télescopique et la poignée pistolet peuvent laisser place à une crosse d'arme de chasse conventionnelle. Ces opérations, comme l'entretien, se font sans outil.
Outre les organes de visée fixes installés sur l'arme, le M4 Super 90 est doté d'un rail Picatinny permettant d'installer des accessoires tels qu'un désignateur laser ou un système de vision nocturne.
La chambre du fusil est destinée aux cartouches longues de 70 et 76 mm, ce qui permet l'emploi de munitions de faible puissance tirant des balles en caoutchouc. La bouche du canon intègre un filetage qui permet de visser des chokes, améliorant sa polyvalence. Il est doté d'un magasin tubulaire placé sous le canon.

## Utilisateurs
Importé aux États-Unis par la filiale américaine de Heckler & Koch, le M4 Super 90 a été retenu par le service de recherche de l'armée américaine pour le projet XM1014 au début de l'année 1999 et 20 000 exemplaires furent fournis à l'US Marine Corps.
Il arme également les forces spéciales de nombreux pays dont celles des pays suivants :
- Afrique du Sud
- Albanie

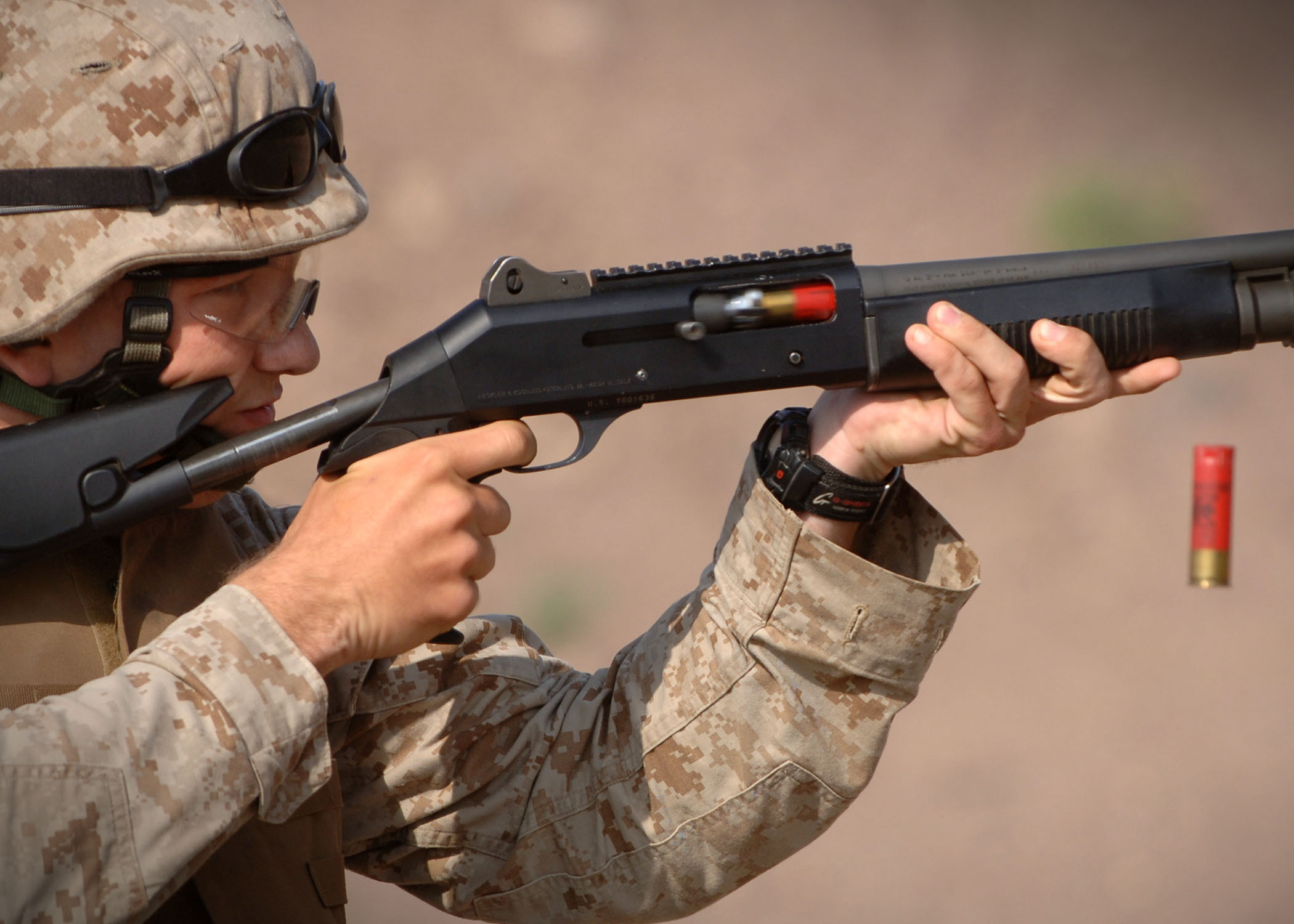
Un US Marine s’entrainant au M1014 (2006).

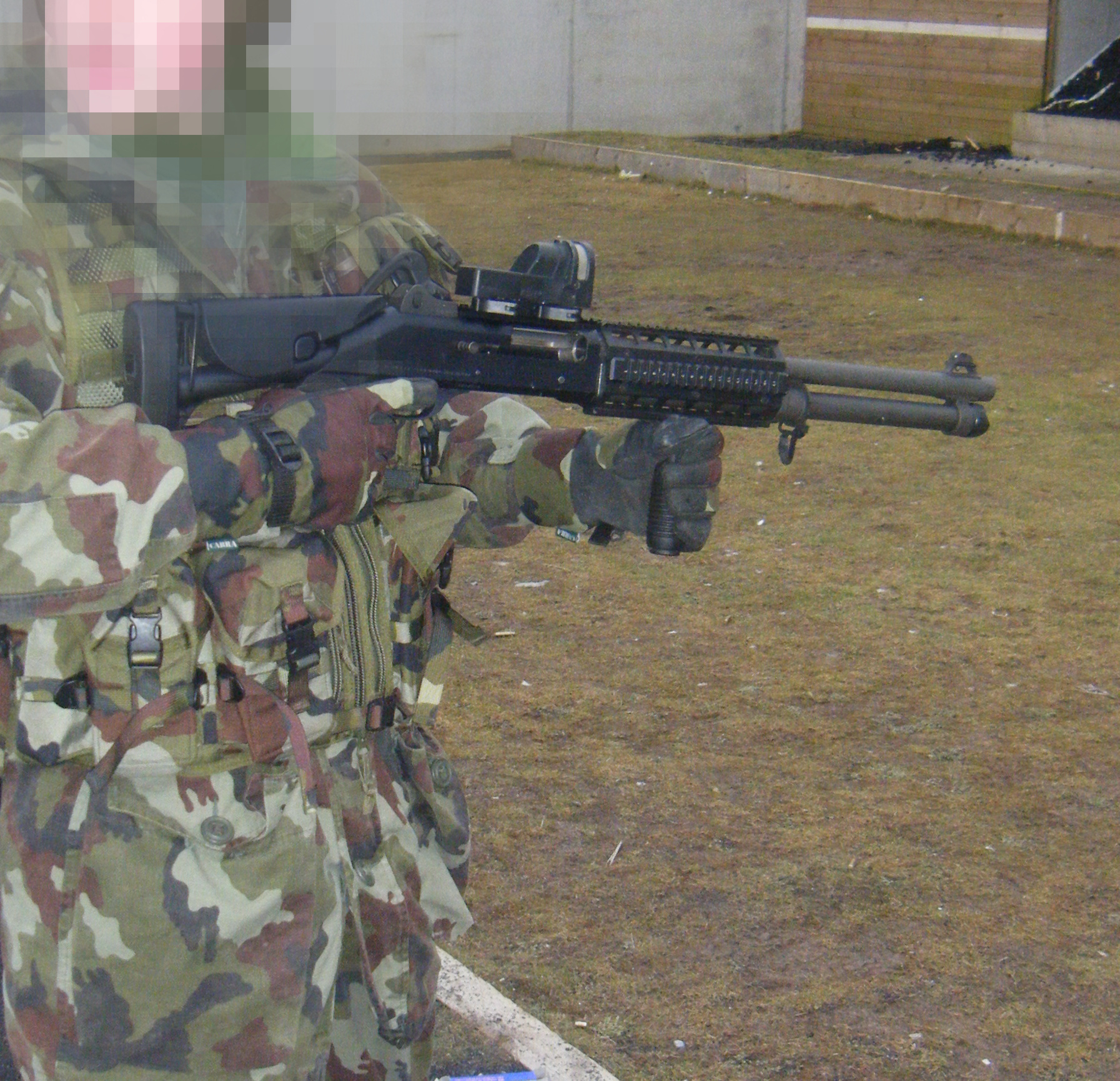
Un militaire de l'armée irlandaise avec un M4 équipé d'un système de fixation par rail.

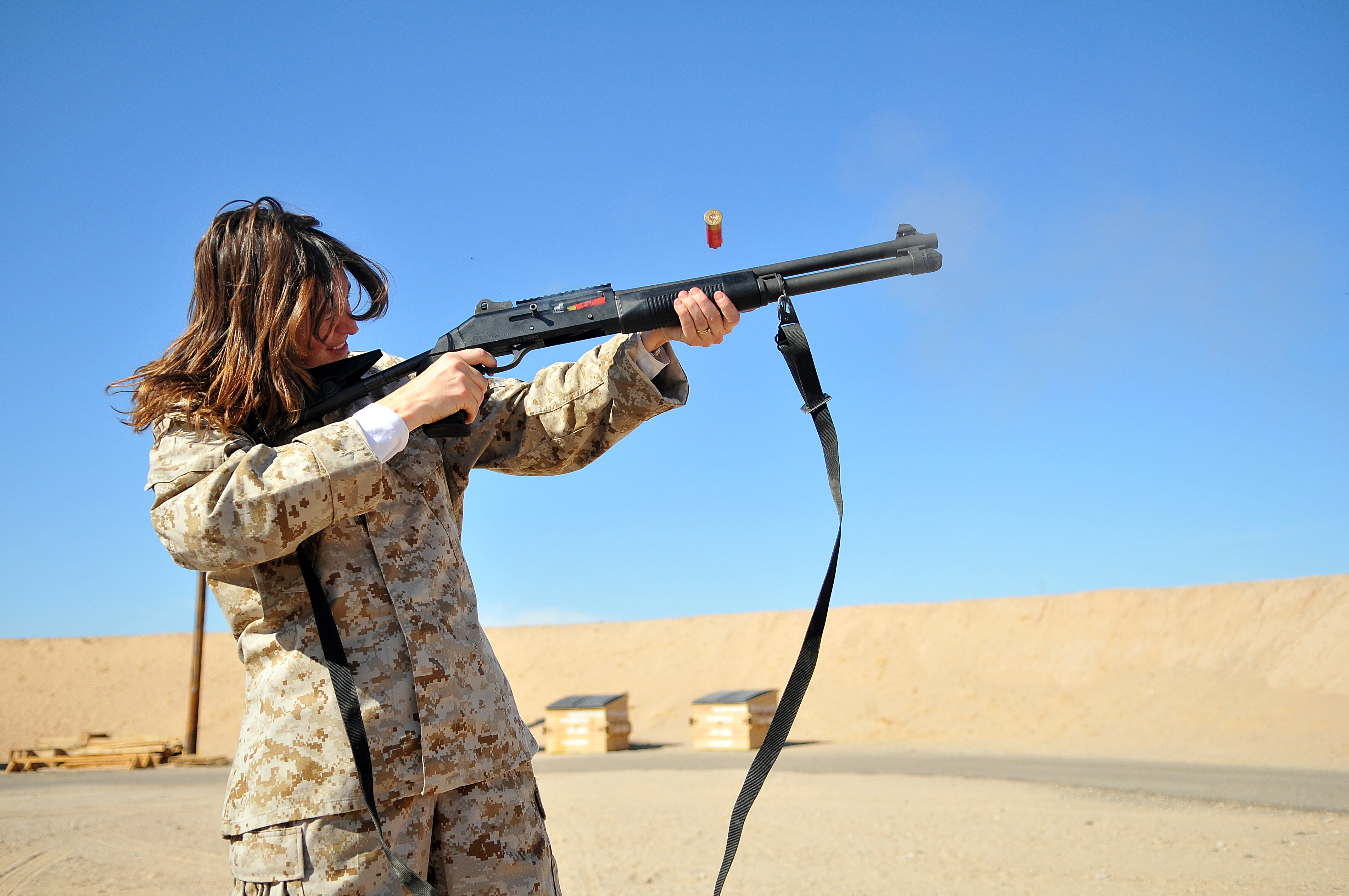
Une épouse de militaire américaine tirant au M1014 (2009).

- Algérie - Police : Brigade de Recherche et d'Intervention (BRI) - Armée : Groupe d'Intervention Spécial (GIS).
- Allemagne : Bundeskriminalamt (BKA), GSG9, Spezialeinsatzkommando (SEK) et Mobiles Einsatzkommando (MEK).
- Arabie saoudite
- Argentine
- Australie
- Belgique Équipes Spécialisées de Reconnaissance (ESR), Escadron Spécial d'Intervention (ESI), Services d'interventions des polices locales.
- Brésil
- Canada : Forces  armées canadiennes (en service au sein de la Deuxième Force opérationnelle interarmées)
- Chili
- Colombie
- Corée du Sud
- Danemark
- Égypte : en service limité dans la Police égyptienne.
- Émirats arabes unis - UAE Special Forces, Abu Dhabi Police SWAT, Dubai Police SWAT, UAE VIP Protection Team.
- Espagne
- États-Unis : en dehors du corps des fusiliers marins américains, le M4 est notamment en service chez les Navy SEAL , la Delta Force et au sein du Los Angeles Police Department (LAPD).
- France : utilisé par les composantes du Commandement des opérations spéciales (COS), comme le 1er RPIMa ou le 13e RDP ; également utilisé par le GIPN et le SDLP . Utilisé également dans les régiments de la régulière, comme en infanterie. Administration pénitentiaire.
- Hong Kong - Special Duties Unit.
- Iran
- Irlande
- Italie
- Jamaïque - Jamaica Constabulary Force (JCF).
- Japon
- Jordanie
- Maroc : utilisé par l'Armée, la Police et les forces spéciales marocaines.
- Mexique
- Royaume-Uni - Special Air Service, Forces spéciales britanniques.
- Serbie - Specijalna Antiteroristička Jedinica (SAJ).
- Tunisie

## Dans la culture populaire

### Cinéma et télévision
Le Benelli M4 Super 90 apparaît notamment dans les films suivants : Double Riposte, Blindés, Bienvenue à Zombieland, Kiss and Kill, John Wick, Hancock ou 36, quai des Orfèvres.
Il apparaît également entre autres dans les séries télévisées suivantes : Miami Vice : Deux flics à Miami et Last Resort.

### Jeux vidéo
Le Benelli M4 Super 90 apparaît dans plusieurs jeux vidéo.
- Battlefield 2: Euro Force (« M4 »)[1]
- Battlefield 3 et Battlefield 4 (« M1014 »)[1]
- Call of Duty 4: Modern Warfare("Benelli M4")
- Call of Duty: Modern Warfare 2 ("M1014")
- Call of Duty: Modern Warfare II ("Expedite 12")
- Counter-Strike
- Insurgency: Modern Infantry Combat
- Série Jagged Alliance
- Killing Floor
- Left 4 Dead
- Payday 2 (« M1014 »)
- Spec Ops: The Line
- Tom Clancy's Rainbow Six: Siege (« M1014 »)
- Ready or Not ("M4 Super 90")[réf. nécessaire].
- Tom Clancy's The Division (« Super 90 »)[réf. nécessaire].